# Municipio de Lost River
El municipio de Lost River (en inglés: Lost River Township) es un municipio ubicado en el condado de Martin en el estado estadounidense de Indiana. En el año 2010 tenía una población de 572 habitantes y una densidad poblacional de 5,17 personas por km².

## Geografía
El municipio de Lost River se encuentra ubicado en las coordenadas 38°34′7″N 86°45′47″O / 38.56861, -86.76306. Según la Oficina del Censo de los Estados Unidos, el municipio tiene una superficie total de 110.72 km², de la cual 109,54 km² corresponden a tierra firme y (1,07 %) 1,18 km² es agua.

## Demografía
Según el censo de 2010, había 572 personas residiendo en el municipio de Lost River. La densidad de población era de 5,17 hab./km². De los 572 habitantes, el municipio de Lost River estaba compuesto por el 97,73 % blancos, el 0,17 % eran afroamericanos, el 1,05 % eran amerindios, el 0,35 % eran de otras razas y el 0,7 % eran de una mezcla de razas. Del total de la población el 0,35 % eran hispanos o latinos de cualquier raza.